# Липовецкий, Олег Михайлович
Олег Михайлович Липовецкий (род. 17 марта 1973, Питкяранта, Карельская АССР, РСФСР, СССР) — российский театральный режиссёр и актёр, художественный руководитель московского еврейского театра «Шалом», художественный руководитель международного драматургического конкурса «Ремарка», художественный руководитель театральной компании «НЕ ТО», член жюри национальной премии «Золотая Маска».

## Биография
Родился 17 марта 1973 года в городе Питкяранта Карельской АССР.
В 1999 году окончил Студию актёрского мастерства при театре «Творческая мастерская» в Петрозаводске. Мастер курса И. П. Петров. С 1998 по 2011 — артист и режиссёр Государственного театра «Творческая мастерская».
В 2010 г. окончил Театральный институт им. Щукина, режиссёрский факультет (мастерская А. Поламишева). С 2011 по 2014 — «Центр культурных инициатив» — главный режиссёр (г. Петрозаводск). 2013 год — «Школа театрального лидера» (Центр им. Мейерхольда).
Поставил более сорока спектаклей в театрах городов: Новосибирск, Ульяновск, Прокопьевск, Уфа, Стерлитамак, Петрозаводск, Москва, Лесосибирск и др.
Создатель и художественный руководитель Международного конкурса новой драматургии «Ремарка». Создатель и руководитель театральной компании «НЕ ТО».
В октябре 2021 года назначен художественным руководителем Московского еврейского театра «Шалом».

## Семья
- Отец — Липовецкий Михаил Давидович, врач.
- Мать — Липовецкая Евгения Ушеровна, экономист.
- Брат — Липовецкий Александр Михайлович, врач.
- Старшая дочь — Липовецкая Вера Олеговна
- Младшая дочь — Липовецкая Галина Олеговна
- Жена — Зимняя Екатерина Юрьевна

## Награды и достижения
- Номинант Российской Национальной премии «Золотая Маска» — Частные номинации: лучшая работа режиссёра в драме, лучшая работа режиссёра в музыкальном театре; Основные номинации — лучший спектакль (драма, малая форма), лучший спектакль (оперетта/мюзикл)
- Лауреат премии «Сделано в России» в номинации «Театр».
- Лауреат Московской арт-премии 2022.
- Лауреат международного театрального фестиваля «Башня».
- Лауреат международного театрального фестиваля «Театр-Фест» (Болгария). Гран-при.
- Лауреат Премии Главы Республики Карелия деятелям литературы и искусства за достижения в области профессионального мастерства.
- Лауреат фестиваля театров малых городов России (Номинация «Лучший спектакль малой формы»)
- Лауреат фестиваля «Территория. Полюс. Золотой сезон».
- Лауреат фестиваля «Рождественский парад» (СПб). Номинации «Лучший спектакль», «Лучший актёрский ансамбль».
- Диплом Ассоциации Театральных Критиков за режиссуру спектакля «Мёртвые души».
- Лауреат Театральной премии РК (Номинации «Дебют», «Новация»).
- Лауреат фестиваля «Лицедей» в номинации «Лучший спектакль».
- Лауреат фестиваля «Театральная весна» (номинация «Лучшая премьера сезона») Лауреат премии Республики Башкортостан «Против Течения».

## Общественная деятельность
Создал благотворительную зрительскую театральную премию Республики Карелии «Золотая вешалка», целью которой был сбор средств для помощи тяжело больным детям. Является членом попечительского совета благотворительного фонда имени Арины Тубис.

## Основные работы в театре
- 2024 «Боже мой!». Комедия — мистический триллер по пьесе израильского драматурга Анат Гов.
- 2023 «Шалом 48 — 23». Документально-художественный спектакль, основанный на истории театра и биографиях участвующих актёров.
- 2022 Э.Севела «Моня Цацкес — знаменосец». Московский государственный театр «Шалом». Спектакль номинант национальной театральной премии «Золотая маска».
- 2021 Н.Беленицкая «История от Матвея». Театр драмы Кузбасса.
- 2021 Руководитель лаборатории СТД РФ «40+», в рамках фестиваля «Арт-миграция».
- 2021 Моноспектакль «Жирная Люба». Драматург и исполнитель.
- 2020 Екатерина Августеняк «Не про Мотыгино». Спектакль — миф. Мотыгинский драматический театр.
- 2020 По мотивам черновиков Н.Гоголя. «Мёртвые души. 2 том». Лесосибирский театр «Поиск». (Режиссёр и автор инсценировки) Спектакль — лауреат фестиваля «Территория. Полюс. Золотой сезон».
- 2020 Пётр Луцик, Алексей Саморядов «Дикое Поле». Театр драмы Кузбасса.
- 2019 «Пять шагов до тебя». Мюзикл по пьесе Л. Герша и песням группы «SunSay» (режиссёр). МТЮЗ (Москва).
- 2019 А. Куралех «Перемирие» (режиссёр, художник). Новосибирский государственный академический театр «Красный факел».
- 2019 Г. Гладков, Ю. Энтин, О. Липовецкий «Бременские музыканты» (режиссёр и автор пьесы). Музыкальный театр Республики Карелия. Спектакль — номинант Национальной премии «Золотая маска».

Номинации:
Мюзикл/спектакль,
Мюзикл/работа режиссёра,
Мюзикл/главная женская роль.
- 2019 Н. Гоголь «Тарас Бульба» (режиссёр и автор инсценировки). Нижегородский Областной театр драмы им. Горького.
- 2018 Аристофан «Лисистрата» (режиссёр и автор текста). Новосибирский Академический молодёжный театр «Глобус».
- 2018 Н. Блок. «Фото topless». Российский Академический молодёжный театр.
- 2018 Н. Гоголь. «Ревизор». Ульяновский драматический театр.
- 2017 Н. Гоголь. «Мёртвые души», Лесосибирский театр «Поиск». (Режиссёр и автор инсценировки). Спектакль — номинант национальной премии «Золотая Маска».

Номинации:

— ДРАМА/Работа режиссёра (Олег Липовецкий).

— Победитель фестиваля «Театральная Весна» в номинациях «Лучшая премьера сезона в муниципальных театрах», «лучший художник», приз Ассоциации Театральных Критиков в номинации «Режиссура».

— Лауреат фестиваля «Сибирский транзит» в номинации «Лучшая мужская роль» (впервые в истории фестиваля награды удостоены все три актёра, играющие в спектакле).

— Победитель фестиваля театров малых городов России в номинации «Лучший спектакль».
- 2016 Э. Шмидт «Оскар и Розовая дама. Ульяновский драматический театр. Гран-при международного театрального фестиваля „Театр-Фест“ (Болгария).
- 2016 А. Пушкин „Капитанская дочка“, Ульяновский драматический театр. (Победитель фестиваля „Лицедей“-2017 в номинации „Лучший спектакль“. Лонг-лист Национальной премии „Золотая Маска“)
- 2015 Ю. Тупикина „Джульетта выжила“, Кировский драмтеатр
- 2015 М. Булгаков „Кабала Святош“, Ульяновский драматический театр
- 2015 Э. Шмидт „Оскар и Розовая дама“, арт-пространстве Agriculture club
- 2015 М.Дурненков „Озеро“, Гоголь-центр. В рамках проекта „Четыре пьесы“.
- 2014 „Паника“, Национальный театр Карелии
- 2014 „Границ. NET“ Документальный спектакль. (Федеральный проект „Театр+Общество“) (Петрозаводск, Национальный театр, Театр драмы РК)
- 2013 Н. Эрдман „Самоубийца“ Прокопьевский Драматический театр